# Herbert Silberer

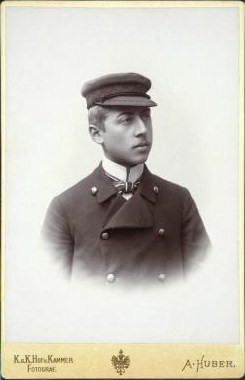
Herbert Silberer

Herbert Silberer (ur. 28 lutego 1882 w Wiedniu, zm. 12 stycznia 1923 tamże) – austriacki dziennikarz, pisarz, psychoanalityk.

## Życiorys
Syn wiedeńskiego przedsiębiorcy Viktora Silberera (1846–1924). Pracował jako dziennikarz sportowy, zajmował się baloniarstwem i napisał książkę o swoich lotach balonem (4000 Kilometer im Ballon, 1903). Stopniowo stracił zainteresowanie dziennikarstwem, zajął się badaniem snu i okultyzmem. Zbliżył się do Sigmunda Freuda, od 1910 należał do Wiedeńskiego Towarzystwa Psychoanalitycznego. Dwukrotnie żonaty, z Lilli Tilgner (rozwód w 1919) i z Bertą Bloch (od 1919).
Popełnił samobójstwo wieszając się na ramie okna.

## Wybrane prace
- Viertausend Kilometer im Ballon. Mit 28 photographischen Aufnahmen vom Ballon aus. Leipzig, 1903.
- Bericht über eine Methode, gewisse symbolische Halluzinations-Erscheinungen hervorzurufen und zu beobachten. Jahrbuch für psychoanalytische und psychopathologische Forschungen 1, ss. 513–525, 1909
- Phantasie und Mythos. (Vornehmlich vom Gesichtspunkte der „funktionalen Kategorie“ aus betrachtet.) Jahrbuch für psychoanalytische und psychopathologische Forschungen 2, ss. 541–622, 1910
- Symbolik d. Erwachens u. Schwellensymbolik überhaupt. Jahrbuch für psychoanalytische und psychopathologische Forschungen 3, ss. 621–660, 1911
- Über die Symbolbildung. Jahrbuch für psychoanalytische und psychopathologische Forschungen 3, S. 661–723, 1911
- Über die Behandlung einer Psychose bei Justinus Kerner. Jahrbuch für psychoanalytische und psychopathologische Forschungen 3, ss. 724-729, 1911
- Vorläufer Freud'scher Gedanken. Zentralblatt für Psychoanalyse und Psychotherapie 1, S. 441–449, 1911
- Spermatozoenträume. Jahrbuch für psychoanalytische und psychopathologische Forschungen 4, S. 141–161, 1912
- Zur Symbolbildung. Jahrbuch für psychoanalytische und psychopathologische Forschungen 4, ss. 607–683, 1912
- Zur Frage der Spermatozoenträume. Jahrbuch für psychoanalytische und psychopathologische Forschungen 4, ss. 708–740, 1912
- Mantik und Psychoanalyse. Zentralblatt für Psychoanalyse und Psychotherapie 2, ss. 78–83, 1912
- Von den Kategorien der Symbolik. Zentralblatt für Psychoanalyse und Psychotherapie 2, ss. 177–189, 1912
- Lekanomantische Versuche. Zentralblatt für Psychoanalyse und Psychotherapie 2, ss. 383–401, 438-540, 518-530, 566-587, 1912
- Märchensymbolik. Imago 1, S. 176–187, 1912
- Probleme der Mystik und ihrer Symbolik. Wien: Heller, 1914
- Mystik und Okkultismus. Jahrbuch für psychoanalytische und psychopathologische Forschungen 6, ss. 413–424, 1914
- Der Homunculus. Imago 3, ss. 37–79, 1914
- Das Zerstückelungsmotiv im Mythos. Imago 3, S. 502–523, 1914
- Durch Tod zum Leben. Eine kurze Untersuchung über die entwicklungsgeschichtliche Bedeutung des Symbols der Wiedergeburt in seinen Urformen, mit bes. Berücksichtigung der modernen Theosophie. Leipzig: Heims, 1915
- Der Traum. Einführung in die Traumpsychologie. Stuttgart: Enke, 1919
- Zur Entstehung der Symbole. Vortrag, 20. Nov. 1919 in der Großloge Wien, 1919
- The origin and the meaning of the symbols of freemansonry. Psyche & Eros, ss. 17–24, 84-97, 1920
- The Steinach in mythologie. Psyche & Eros, S. 137-139, 1920
- Der Seelenspiegel. Das enoptrische Moment im Okkultismus. Pfullingen: Baum, 1921
- Der Zufall und die Koboldstreiche des Unbewußten. Bern, Leipzig: Bircher, 1921
- Beyond psychoanalysis. (Reflection on Sigmund Freud's Jenseits des Lustprinzips. 1920) Psyche & Eros 2 (3), ss. 142–151, 1921
- Der Aberglaube. Bern: Bircher, 1923